# Strobilanthes xanthanthus
Strobilanthes xanthanthus är en akantusväxtart som beskrevs av Friedrich Ludwig Diels. Strobilanthes xanthanthus ingår i släktet Strobilanthes och familjen akantusväxter. Inga underarter finns listade i Catalogue of Life.